# Большая гусиная лапка
Большая гусиная лапка (лат. pes anserinus major) — радиально расходящееся разветвление лицевого нерва (VII пара черепно-мозговых нервов), расположенное в околоушной слюнной железе и иннервирующее мимические мышцы лица.

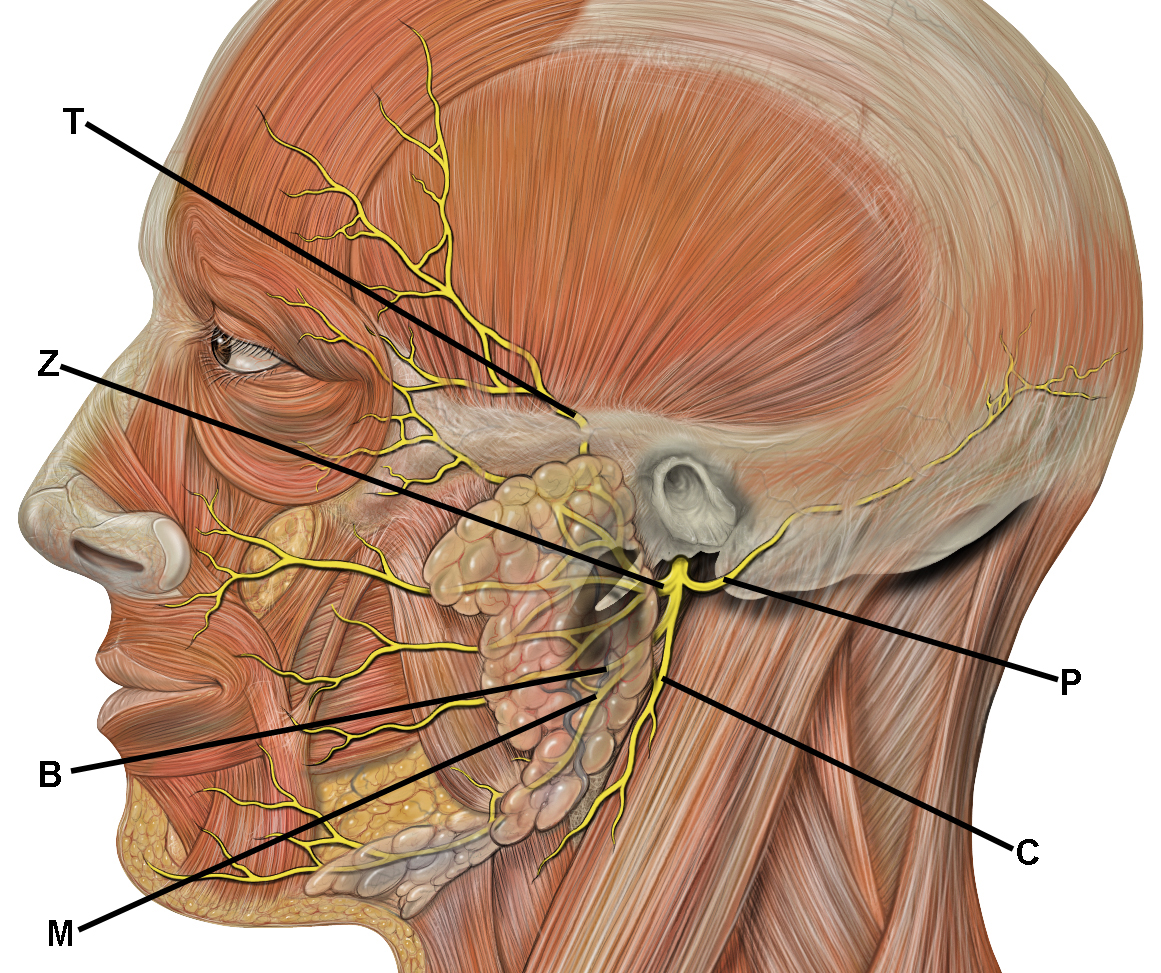
T — височные ветви; Z — скуловые ветви; B — щёчные ветви; M — краевая ветвь нижней челюсти; C — шейная ветвь; также под P изображён задний ушной нерв, который не входит в состав «гусиной лапки»

## Анатомия
Выйдя из шилососцевидного отверстия височной кости и проникнув в толщу околоушной слюнной железы, лицевой нерв делится на две основных ветви, а именно на височно-лицевую и шейно-лицевую. Далее эти ветви делятся на ветви второго порядка, которые расходятся радиально: вверх, вперёд и вниз к мышцам лица. Между этими ветвями в толще околоушной железы образуются соединения, составляющие околоушное сплетение (лат. plexus parotideus). От последнего отходят пять групп ветвей, расходящихся радиально от козелка наружного уха к мимическим мышцам:
- Височные ветви (лат. Rami temporales) — две-четыре ветви, обычно это задняя, средняя и передняя. Они направляются вверх и вперёд к верхнему краю глазницы и иннервируют верхнюю и переднюю ушную мышцы, лобное брюшко надчерепной мышцы, круговую мышцу глаза, мышцу, сморщивающую бровь.
- Скуловые ветви (лат. Rami zygomatici) — две, иногда три-четыре, направляются косо через середину скуловой кости к наружному краю глазницы и подходят к скуловым мышцам и к круговой мышце глаза.
- Щёчные ветви (лат. Rami buccales) — это три-пять довольно мощных нервов. Отходят от верхней главной ветви лицевого нерва поперёк щеки и ниже скуловой кости к крыльям носа и верхней губе. Иннервируют следующие мышцы: большая скуловая, мышца смеха, щёчная, поднимающая и опускающая угол рта, круговая мышца рта и носовая. Изредка между симметричными нервными ветвями круговой мышцы глаза и круговой мышцы рта могут иметься соединительные ветви.
- Краевая ветвь нижней челюсти (лат. Ramus marginalis mandibulae), направляясь вперед, проходит вдоль края нижней челюсти и иннервирует мышцы, опускающие угол рта и нижнюю губу, подбородочную мышцу.
- Шейная ветвь (лат. Ramus colli) в виде 2—3 нервов идёт вниз позади угла нижней челюсти на шею, подходит к подкожной мышце, иннервирует её и отдаёт ряд ветвей, соединяющихся с верхней (чувствительной) ветвью шейного сплетения.

Перечисленные ветви лицевого нерва, образующие большую гусиную лапку, проходят в глубоком слое подкожной клетчатки и являются по своей природе исключительно двигательными.

## Топография и вариантная анатомия
Ветви, образующие большую гусиную лапку, расходятся в виде лучей от одной точки, расположенной примерно на 0,5 см спереди от ушной раковины.
Следует отметить, что периферическое ветвление лицевого нерва является довольно изменчивым. Так, у 25 % людей отходят основные ветви, которые мало ветвятся и образуют малочисленные связи между собой. В остальных случаях имеется густая сеть, образованная как вторичными ветвями, так и анастомозами между основными стволами нерва. Несмотря на многочисленные исследования с целью установить универсальные типы ветвления нервов большой гусиной лапки, их варианты ветвления зависят от индивидуальной анатомии у каждого отдельно взятого индивида. По Davis и Anson с соавторами различают 6 типов ветвления и образования сплетения нервов большой гусиной лапки. Согласно И. А. Пономаревой и Л. О. Цакадзе, существует принципиально 2 вида ветвления: магистральный — с небольшим количеством вторичных ветвей и единичных связей между ними и рассыпной — с большим количеством вторичных веточек и связей между ними. В 80 % случаев скуловые и щёчные ветви взаимно анастомозируют, тогда как краевая ветвь нижней челюсти анастомозирует с щёчными ветвями лишь в 12 % случаев.
Для лучшей ориентации в расположении ветвей гусиной лапки можно представить кисть руки, при этом большой палец должен вертикально пересечь скуловую дугу (проекция височных ветвей), указательный — быть направлен к внешнему краю глаза (скуловые ветви), средний палец — размещаться над верхней губой (щечные ветви), безымянный палец — по краю нижней челюсти (краевая нижнечелюстная ветвь), а мизинец — быть направленным вниз (шейная ветвь).